# Sites mégalithiques de l'Ardèche
Les sites mégalithiques de l'Ardèche sont principalement constitués par des dolmens, très abondants, alors que les menhirs et les statues-menhirs y sont rares.

## Répartition géographique
Le département de l'Ardèche réunit la plus grande concentration de dolmens en France (près de 1 000) mais leur répartition géographique est très déséquilibrée : la quasi-totalité est concentrée dans le sud-est du département, en zone de calcaires. le nord et et nord-est du département sont particulièrement dépourvus, seuls deux dolmens sont recensés dans ce secteur où les roches volcaniques prédominent.
« Les menhirs sont les parents pauvres du mégalithisme ardéchois ».
| \| Privas Largentière Tournon-sur-Rhône \| Répartition géographique des mégalithes. · : dolmen - : menhir |
| Privas Largentière Tournon-sur-Rhône                                                                      |

## Inventaire non exhaustif
Jules de Malbos, en précurseur des recherches préhistoriques en Vivarais, dresse l'inventaire de 77 sur les 150 dolmens qu'il a visité et les 800 que compte l'Ardèche, notamment sur les communes de Beaulieu (dolmen du Bois des Roches), Banne (dolmen de la Lauze), Saint-Alban (dolmen du Calvaire), Bourg-Saint-Andéol (dolmens des Joyandes) et Saint-Remèze (dolmens de la forêt de Malbosc).
| Monument                                          | Commune                               | Remarque                                                         | Protection                     | Coordonnées | Illustration                   |
| ------------------------------------------------- | ------------------------------------- | ---------------------------------------------------------------- | ------------------------------ | --- | ------------------------------ |
| Dolmen des Blaches                                | Les Assions                           |                                                                  |                                | 44° 25′ 47″ N, 4° 13′ 35″ E |                                |
| Dolmens des Pascales                              | Les Assions                           | 6 dolmens (inclus dolmen du Pylône et dolmen du Serre de Ramade) |                                | 44° 25′ 16″ N, 4° 12′ 27″ E 44° 25′ 20″ N, 4° 12′ 20″ E 44° 25′ 17″ N, 4° 12′ 30″ E 44° 24′ 46″ N, 4° 11′ 35″ E 44° 25′ 05″ N, 4° 12′ 14″ E |                                |
| Dolmen de Jastre Sud                              | Aubenas                               |                                                                  |                                | 44° 36′ 48″ N, 4° 26′ 30″ E |                                |
| Dolmen d'Audon                                    | Balazuc                               |                                                                  |                                | |                                |
| Dolmen du Champ Vacheret                          | Balazuc                               | autre nom dolmen de Domazin                                      |                                | |                                |
| Dolmen de Serre-Chastagnon                        | Balazuc                               |                                                                  |                                | |                                |
| Dolmens de Combe Veyras                           | Balazuc                               | autre nom dolmens du Jeu de la Paume 2 dolmens                   |                                | |                                |
| Dolmens du Communal                               | Balazuc                               | 2 dolmens                                                        |                                | |                                |
| Dolmens de Couyras                                | Balazuc                               | 10 dolmens                                                       |                                | |                                |
| Dolmens de Largelas                               | Balazuc                               | 4 dolmens                                                        |                                | |                                |
| Dolmen de la Bannelle                             | Banne                                 |                                                                  |                                | 44° 22′ 20″ N, 4° 08′ 05″ E |                                |
| Dolmens de la Lauze                               | Banne                                 | 5 dolmens                                                        | Dolmen no 2 · Classé MH (1889) | 44° 22′ 33″ N, 4° 10′ 37″ E |                                |
| Dolmens des Champs-Grands                         | Banne                                 | 17 dolmens                                                       |                                | 44° 22′ 43″ N, 4° 08′ 50″ E |                                |
| Menhir de Chibasse                                | Banne                                 |                                                                  |                                | |                                |
| Stèle du Bois Noir                                | Banne                                 | statue-menhir                                                    |                                | |                                |
| Dolmens des Abrits                                | Beaulieu                              | 2 dolmens                                                        |                                | |                                |
| Dolmens des Divols                                | Beaulieu                              | 2 dolmens                                                        |                                | 44° 20′ 39″ N, 4° 14′ 38″ E 44° 20′ 40″ N, 4° 14′ 40″ E |                                |
| Dolmen des Pargues                                | Beaulieu                              |                                                                  |                                | 44° 20′ 45″ N, 4° 13′ 14″ E |                                |
| Dolmens de Ranc Cabrier                           | Beaulieu                              | 7 dolmens                                                        |                                | 44° 20′ 44″ N, 4° 13′ 41″ E |                                |
| Dolmens des Grandes Terres                        | Beaulieu                              | 3 dolmens                                                        |                                | 44° 20′ 12″ N, 4° 14′ 33″ E |                                |
| Dolmens du Bois des Roches                        | Beaulieu                              | 6 dolmens autre nom Dolmens des Chaumettes                       | Classé MH (1889)               | 44° 19′ 50″ N, 4° 14′ 27″ E |                                |
| Dolmens du Ranc Levé                              | Beaulieu                              | 7 dolmens                                                        |                                | 44° 20′ 00″ N, 4° 14′ 41″ E |                                |
| Dolmen de Cognas                                  | Berrias-et-Casteljau                  |                                                                  |                                | 44° 24′ 49″ N, 4° 13′ 39″ E |                                |
| Dolmen de la Serre de la Ramade n°2               | Berrias-et-Casteljau                  |                                                                  |                                | 44° 24′ 39″ N, 4° 11′ 26″ E |                                |
| Dolmen du Mas des Rondels                         | Berrias-et-Casteljau                  |                                                                  |                                | 44° 24′ 37″ N, 4° 13′ 34″ E |                                |
| Dolmens de la Blache                              | Berrias-et-Casteljau                  | 3 dolmens                                                        |                                | 44° 24′ 53″ N, 4° 12′ 04″ E 44° 24′ 51″ N, 4° 12′ 03″ E 44° 24′ 51″ N, 4° 12′ 02″ E |                                |
| Dolmens du Cros des Grenouilles                   | Berrias-et-Casteljau                  | 2 dolmens                                                        |                                | 44° 20′ 22″ N, 4° 12′ 48″ E 44° 20′ 21″ N, 4° 12′ 47″ E |                                |
| Nécropole des Granges                             | Berrias-et-Casteljau                  | 27 dolmens                                                       |                                | 44° 23′ 23″ N, 4° 12′ 18″ E |                                |
| Statue-menhir de Serre de Guéry                   | Berrias-et-Casteljau                  |                                                                  |                                | |                                |
| Menhir de Chalès                                  | Berzème                               | Menhir                                                           |                                | 44° 39′ 29″ N, 4° 35′ 23″ E |                                |
| Dolmen de Champvermeil                            | Bidon                                 |                                                                  | Classé MH (1910)               | 44° 21′ 45″ N, 4° 33′ 16″ E | Dolmen de Champvermeil         |
| Dolmen de Colombier                               | Bidon                                 | autre nom Dolmen de Grosse Pierre                                |                                | 44° 19′ 52″ N, 4° 32′ 53″ E | Dolmen de Colombier            |
| Dolmen de la Close                                | Bidon                                 |                                                                  |                                | 44° 21′ 21″ N, 4° 32′ 59″ E |                                |
| Dolmen des Pradèches                              | Bidon                                 | autre nom Dolmen du Pradinas et "Dolmen de la Vessigne"          |                                | 44° 21′ 05″ N, 4° 34′ 14″ E | Dolmen des Pradèches           |
| Dolmen du Cloget                                  | Bidon                                 |                                                                  |                                | 44° 21′ 38″ N, 4° 31′ 21″ E |                                |
| Dolmens du Grand Paty                             | Bidon                                 | 3 dolmens                                                        |                                | 44° 23′ 13″ N, 4° 33′ 00″ E 44° 23′ 13″ N, 4° 32′ 40″ E 44° 23′ 14″ N, 4° 32′ 41″ E |                                |
| Grosse Pierre                                     | Bidon                                 |                                                                  |                                | 44° 20′ 07″ N, 4° 32′ 46″ E | Grosse Pierre                  |
| Dolmen des Baumes                                 | Borée                                 | autres noms Autel des Druides, Baume de Saint Martin             |                                | 44° 54′ 08″ N, 4° 16′ 22″ E | Dolmen des Baules              |
| Dolmens du Bois des Géantes                       | Bourg-Saint-Andéol                    | 7 dolmens autre nom dolmens des Joyandes                         | Classé MH (1900),              | 44° 21′ 51″ N, 4° 35′ 03″ E 44° 22′ 05″ N, 4° 34′ 53″ E 44° 22′ 08″ N, 4° 34′ 46″ E 44° 22′ 08″ N, 4° 34′ 44″ E 44° 22′ 09″ N, 4° 34′ 41″ E 44° 22′ 14″ N, 4° 34′ 43″ E | Dolmen du Bois des Géantes n°4 |
| Dolmen de Font Méjanne n°4                        | Chandolas                             |                                                                  |                                | 44° 25′ 42″ N, 4° 15′ 46″ E |                                |
| Dolmen de Raoux n°1                               | Chandolas                             |                                                                  |                                | 44° 25′ 57″ N, 4° 14′ 50″ E |                                |
| Dolmen des Blaches n°2                            | Chandolas                             |                                                                  |                                | 44° 25′ 48″ N, 4° 13′ 39″ E |                                |
| Dolmen des Serres de Bernard                      | Chandolas                             |                                                                  |                                | 44° 24′ 35″ N, 4° 14′ 18″ E |                                |
| Dolmen du Blachas                                 | Chandolas                             |                                                                  |                                | 44° 25′ 40″ N, 4° 15′ 22″ E |                                |
| Dolmens du Gour de l'Estang                       | Chandolas et Saint-Alban-Auriolles    | 2 dolmens                                                        |                                | 44° 25′ 47″ N, 4° 15′ 24″ E 44° 25′ 46″ N, 4° 15′ 32″ E |                                |
| Dolmen des Molasses                               | Chauzon                               |                                                                  |                                | 44° 28′ 58″ N, 4° 20′ 26″ E |                                |
| Dolmen du Pala                                    | Chauzon                               |                                                                  |                                | 44° 30′ 14″ N, 4° 20′ 26″ E |                                |
| Dolmen de Chabot                                  | Colombier-le-Jeune                    |                                                                  |                                | 45° 01′ 14″ N, 4° 42′ 05″ E |                                |
| Pierre Plantée                                    | Faugères                              | menhir christianisé                                              |                                | 44° 28′ 13″ N, 4° 09′ 10″ E |                                |
| Dolmen de l'Abeillou                              | Grospierres                           |                                                                  |                                | 44° 22′ 34″ N, 4° 16′ 44″ E |                                |
| Dolmen de Laulagnet                               | Grospierres                           |                                                                  |                                | 44° 23′ 09″ N, 4° 18′ 32″ E |                                |
| Dolmen du Col de la Size                          | Grospierres                           |                                                                  |                                | 44° 22′ 50″ N, 4° 18′ 34″ E |                                |
| Dolmen du Montal                                  | Grospierres                           |                                                                  |                                | 44° 23′ 21″ N, 4° 18′ 55″ E |                                |
| Dolmens de Font Ruine                             | Grospierres                           | 7 dolmens                                                        |                                | 44° 23′ 06″ N, 4° 18′ 38″ E 44° 23′ 06″ N, 4° 18′ 39″ E 44° 23′ 10″ N, 4° 18′ 37″ E 44° 23′ 08″ N, 4° 18′ 37″ E 44° 23′ 09″ N, 4° 18′ 37″ E |                                |
| Dolmens de la Combe de Bonne Fille                | Grospierres                           | 3 dolmens                                                        |                                | 44° 23′ 51″ N, 4° 18′ 24″ E 44° 23′ 45″ N, 4° 18′ 31″ E 44° 23′ 40″ N, 4° 18′ 22″ E |                                |
| Dolmens de Sous Planas                            | Grospierres                           | 2 dolmens                                                        |                                | 44° 23′ 21″ N, 4° 18′ 08″ E 44° 23′ 42″ N, 4° 18′ 20″ E |                                |
| Nécropole du Ranc d'Aven                          | Grospierres                           | 2 dolmens, 1 coffre                                              |                                | 44° 24′ 39″ N, 4° 15′ 51″ E 44° 24′ 41″ N, 4° 15′ 45″ E 44° 24′ 43″ N, 4° 15′ 45″ E |                                |
| Cabane de Faveyrolles                             | Labeaume                              | dolmen                                                           |                                | 44° 27′ 14″ N, 4° 18′ 16″ E |                                |
| Dolmen de Faveyrolles                             | Labeaume                              |                                                                  |                                | 44° 27′ 23″ N, 4° 18′ 23″ E |                                |
| Dolmen du Malpas                                  | Labeaume                              |                                                                  |                                | 44° 28′ 09″ N, 4° 19′ 22″ E |                                |
| Dolmen du Ranc de Bise                            | Labeaume                              |                                                                  |                                | 44° 28′ 06″ N, 4° 18′ 48″ E |                                |
| Dolmen du Ranc Vidal                              | Labeaume                              |                                                                  |                                | 44° 27′ 23″ N, 4° 18′ 52″ E |                                |
| Dolmens de Gabiane                                | Labeaume                              |                                                                  |                                | 44° 28′ 18″ N, 4° 17′ 59″ E 44° 28′ 17″ N, 4° 18′ 00″ E 44° 28′ 07″ N, 4° 17′ 52″ E |                                |
| Dolmens de la Croix de Cavagnac                   | Labeaume                              | 1 dolmen, 1 coffre                                               |                                | |                                |
| Dolmens de la Lauze                               | Labeaume                              | 3 dolmens                                                        |                                | 44° 27′ 57″ N, 4° 19′ 23″ E 44° 27′ 56″ N, 4° 19′ 23″ E 44° 28′ 59″ N, 4° 19′ 10″ E |                                |
| Dolmens de Vigne Vieille                          | Labeaume                              | 3 dolmens                                                        |                                | 44° 29′ 24″ N, 4° 19′ 03″ E 44° 29′ 03″ N, 4° 19′ 18″ E 44° 27′ 56″ N, 4° 19′ 23″ E |                                |
| Nécropole de l'Abeille                            | Labeaume                              | 30 dolmens                                                       |                                | |                                |
| Nécropole du Ranc de Figère                       | Labeaume                              | 14 dolmens                                                       |                                | |                                |
| Dolmen de la Maison Carrée                        | Lablachère                            |                                                                  |                                | 44° 26′ 10″ N, 4° 15′ 15″ E |                                |
| Dolmen de Peyroulet                               | Lablachère                            |                                                                  |                                | 44° 27′ 00″ N, 4° 14′ 49″ E |                                |
| Dolmen de Raoux n°2                               | Lablachère                            |                                                                  |                                | 44° 25′ 55″ N, 4° 15′ 09″ E |                                |
| Dolmens de Bourbouillet                           | Lablachère (et Saint-Alban-Auriolles) | 10 dolmens                                                       |                                | 44° 26′ 14″ N, 4° 15′ 23″ E 44° 26′ 09″ N, 4° 15′ 23″ E 44° 26′ 07″ N, 4° 15′ 29″ E |                                |
| Dolmens de Flandrin                               | Lablachère                            | 10 dolmens                                                       |                                | 44° 26′ 07″ N, 4° 15′ 20″ E 44° 26′ 03″ N, 4° 15′ 22″ E 44° 26′ 03″ N, 4° 15′ 26″ E 44° 26′ 02″ N, 4° 15′ 25″ E 44° 26′ 02″ N, 4° 15′ 18″ E 44° 26′ 00″ N, 4° 15′ 28″ E 44° 26′ 00″ N, 4° 15′ 23″ E 44° 25′ 59″ N, 4° 15′ 26″ E 44° 25′ 57″ N, 4° 15′ 32″ E 44° 25′ 54″ N, 4° 15′ 27″ E |                                |
| Dolmens de Fontgraze                              | Lablachère                            | 3 dolmens                                                        |                                | 44° 26′ 24″ N, 4° 13′ 54″ E 44° 26′ 23″ N, 4° 13′ 48″ E 44° 26′ 27″ N, 4° 14′ 07″ E |                                |
| Dolmens de la Grange aux Pères                    | Lablachère                            | 2 dolmens                                                        |                                | 44° 26′ 36″ N, 4° 15′ 24″ E 44° 26′ 27″ N, 4° 15′ 20″ E |                                |
| Dolmens de la Piole                               | Lablachère                            | 2 dolmens                                                        |                                | 44° 26′ 45″ N, 4° 13′ 36″ E 44° 26′ 46″ N, 4° 13′ 37″ E |                                |
| Dolmens du Bois de la Saumès                      | Lablachère                            | 5 dolmens                                                        |                                | 44° 26′ 30″ N, 4° 15′ 04″ E 44° 26′ 23″ N, 4° 15′ 16″ E 44° 26′ 16″ N, 4° 14′ 59″ E 44° 26′ 18″ N, 4° 14′ 58″ E 44° 26′ 31″ N, 4° 15′ 11″ E |                                |
| Pont mégalithique de Lablachère                   | Lablachère                            | pont mégalithique                                                |                                | 44° 27′ 52″ N, 4° 12′ 56″ E |                                |
| Statue-menhir de la grotte du Serre-des-Fourches, | Lagorce                               |                                                                  |                                | Cité de la Préhistoire d'Orgnac-l'Aven |                                |
| Dolmens d'Aubenas-Vals                            | Lanas                                 | 8 dolmens et coffres                                             | détruits                       | |                                |
| Dolmens des Clausasses                            | Larnas                                | 6 dolmens                                                        |                                | |                                |
| Dolmen de Chabolles                               | Lavilledieu                           |                                                                  |                                | 44° 35′ 37″ N, 4° 27′ 15″ E |                                |
| Dolmen de Mias                                    | Lavilledieu                           |                                                                  |                                | 44° 35′ 41″ N, 4° 27′ 13″ E |                                |
| Dolmen de Pierre Plantée                          | Lavilledieu                           |                                                                  |                                | 44° 35′ 43″ N, 4° 27′ 10″ E |                                |
| Menhir de la Plaine                               | Lespéron                              |                                                                  |                                | 44° 42′ 45″ N, 3° 52′ 59″ E |                                |
| Dolmen de Jastre Nord                             | Lussas                                | autre nom dolmen de Rieu                                         |                                | |                                |
| Dolmen du Muret                                   | Lussas                                |                                                                  |                                | 44° 35′ 45″ N, 4° 27′ 10″ E |                                |
| Dolmen des Quatre Pierres                         | Lussas                                | dolmen                                                           |                                | 44° 35′ 46″ N, 4° 27′ 09″ E |                                |
| Menhir de l'Échelette                             | Malarce-sur-la-Thines                 |                                                                  |                                | |                                |
| Menhir de Bel-Air                                 | Montselgues                           |                                                                  |                                | 44° 31′ 04″ N, 4° 02′ 11″ E |                                |
| Menhir de la Bombine                              | Montselgues                           |                                                                  |                                | 44° 31′ 23″ N, 4° 01′ 51″ E |                                |
| Dolmen de la Font du Loup                         | Orgnac-l'Aven                         |                                                                  |                                | 44° 19′ 47″ N, 4° 25′ 43″ E |                                |
| Dolmen du Cros di Jho                             | Orgnac-l'Aven                         |                                                                  |                                | 44° 19′ 56″ N, 4° 25′ 16″ E |                                |
| Dolmens de la Plaine de Calais                    | Orgnac-l'Aven                         | 4 à 5 dolmens                                                    | ruinés                         | |                                |
| Dolmens de Payre                                  | Le Pouzin                             | 2 dolmens                                                        |                                | |                                |
| Dolmen du Calvaire                                | Saint-Alban-Auriolles                 | 2 dolmens                                                        | Classé MH (1889)               | 44° 25′ 44″ N, 4° 17′ 32″ E 44° 25′ 44″ N, 4° 17′ 38″ E | Dolmen du Calvaire             |
| Dolmen de la Combe Merle                          | Saint-Alban-Auriolles                 |                                                                  |                                | 44° 25′ 34″ N, 4° 16′ 56″ E |                                |
| Dolmens de Bourbouillet                           | Saint-Alban-Auriolles (et Lablachère) | 10 dolmens                                                       |                                | 44° 26′ 02″ N, 4° 15′ 31″ E 44° 26′ 01″ N, 4° 15′ 36″ E 44° 26′ 00″ N, 4° 15′ 43″ E 44° 25′ 58″ N, 4° 15′ 43″ E 44° 25′ 55″ N, 4° 15′ 49″ E 44° 25′ 52″ N, 4° 15′ 47″ E 44° 25′ 49″ N, 4° 15′ 49″ E                                                                                     |                                |
| Dolmens des Campanes                              | Saint-Alban-Auriolles                 |                                                                  |                                | |                                |
| Dolmens de Font Méjanne                           | Saint-Alban-Auriolles                 | 3 dolmens                                                        |                                | |                                |
| Dolmens de Chadouillet                            | Saint-André-de-Cruzières              | 3 dolmens                                                        |                                | 44° 19′ 16″ N, 4° 11′ 26″ E 44° 19′ 11″ N, 4° 11′ 22″ E 44° 18′ 55″ N, 4° 11′ 32″ E |                                |
| Dolmens de la Chapelette                          | Saint-André-de-Cruzières              | 15 dolmens                                                       |                                | 44° 19′ 58″ N, 4° 13′ 23″ E |                                |
| Dolmens de la Cournarède                          | Saint-André-de-Cruzières              | 3 dolmens                                                        |                                | 44° 18′ 04″ N, 4° 12′ 24″ E 44° 18′ 03″ N, 4° 11′ 38″ E 44° 17′ 58″ N, 4° 12′ 00″ E |                                |
| Dolmens du Bois des Roches                        | Saint-André-de-Cruzières              | 4 dolmens autre nom Dolmens des Chaumettes                       |                                | 44° 19′ 46″ N, 4° 14′ 28″ E 44° 19′ 43″ N, 4° 14′ 34″ E |                                |
| Stèle anthropomorphe de Saint-Germain             | Saint-Germain                         |                                                                  |                                | |                                |
| Statues-menhirs de l'Aven Meunier                 | Saint-Martin-d'Ardèche                | 2 statues-menhirs,                                               |                                | Cité de la Préhistoire d'Orgnac-l'Aven |                                |
| Dolmen de Peyre                                   | Saint-Pierre-Saint-Jean               |                                                                  |                                | 44° 30′ 15″ N, 4° 04′ 08″ E |                                |
| Menhir de la Croix-Blanche                        | Saint-Pierre-Saint-Jean               | autre nom menhir de Peyre                                        |                                | |                                |
| Dolmen du Chanet                                  | Saint-Remèze                          |                                                                  |                                | 44° 21′ 11″ N, 4° 27′ 43″ E | Dolmen du Chanet               |
| Dolmens de la forêt de Malbosc                    | Saint-Remèze                          |                                                                  | Classé MH (1889)               | 44° 20′ 53″ N, 4° 28′ 52″ E |                                |
| Dolmens du Grand Bois                             | Saint-Sauveur-de-Cruzières            | 14 dolmens                                                       |                                | |                                |
| Dolmen du Ranc de Guilhaumet                      | Uzer                                  | autre nom Tombe du Géant                                         |                                | 44° 30′ 49″ N, 4° 19′ 48″ E |                                |
| Dolmen de Vinezac                                 | Vinezac                               |                                                                  |                                | 44° 32′ 30″ N, 4° 18′ 49″ E |                                |
| Dolmen du Bois                                    | Vogüé                                 |                                                                  |                                | |                                |
| Dolmen des Clapes                                 | Vogüé                                 |                                                                  |                                | |                                |